# Toften
Den här sidan handlar om sjön i Närke, för sjön i Uppland, se Toften, Uppland.
Toften är en sjö i Laxå kommun i Närke och ingår i Norrströms huvudavrinningsområde. Sjön har en yta på 18,2 kvadratkilometer och befinner sig 75 meter över havet. Den har formen av ett V och en areal av 17,3 km². Största utsträckningen i v.-ö. 6,8 km., i n.-s. 6,0 km. Den är rik på småöar (omkr. 40). Berggrunden består huvudsakligen av svekoarelska metavulkaniter av typen dacit och ryolit och den dominerande jordarten är morän. Största djup 21,1 m. (i nordvästra grenen 300 m. från land). Vid provfiske har en stor mängd fiskarter fångats, bland annat abborre, braxen, gers och gädda. Förr flottades stora mängder timmer på Toften, till sågverket i Hasselfors.
Sjön avvattnar ett område av 534 km². De största tillflödena är Svartån i nordväst (som avvattnar sjön Lill-Björken), Svartån i söder (som avvattnar Borasjön) och Laxån i söder (som avvattnar Västra Laxsjön). Vattendragen från Borasjön och Västra Laxsjön förenar sig vid Ågrena strax söder om Toften.
Sjön avvattnas i nordöst via Svartån, som rinner genom sågverksområdet och Bruket i Hasselfors, ner till sjön Teen. Vattennivån i sjön regleras med dammluckor för kraftverket i Hasselfors. Fallhöjden mellan Toften och Teen är cirka tio meter. Från Teen rinner Svartån vidare till Hjälmaren. Nedströms Hjälmaren följer Eskilstunaån, Mälaren och Norrström.
Toften var, enligt källan Nordisk familjebok, den i orografiskt hänseende grundligaste undersökta av svenska sjöar.

## Delavrinningsområde
Toften ingår i delavrinningsområde (655150-143311) som SMHI kallar för Utloppet av Toften. Medelhöjden är 91 meter över havet och ytan är 79,16 kvadratkilometer. Räknas de 26 avrinningsområdena uppströms in blir den ackumulerade arean 533,31 kvadratkilometer. Avrinningsområdets utflöde Norrström (Eskilstunaån) mynnar i havet. Avrinningsområdet består mestadels av skog (60 procent) och sankmarker (10 procent). Avrinningsområdet har 19,06 kvadratkilometer vattenytor vilket ger det en sjöprocent på 24,1 procent.

## Fisk
Vid provfiske har följande fisk fångats i sjön:
| - Abborre - Braxen - Gärs - Gädda - Gös - Lake - Löja - Mört - Nors - Sarv - Sik | - Siklöja |

Ål ska tidigare ha förekommit.

### Webbkällor
- Toften.pdf Länsstyrelsen